# Cistron
Das Cistron ist ein 1957 vom Genetiker Seymour Benzer definierter Begriff, der genetische Einheiten beschreibt, innerhalb derer sich Mutationen nicht mehr komplementieren können. Cistron ist eine veraltete Bezeichnung für Gene und wird heute selten, insbesondere in den Begriffen mono- und polycistronische mRNA/mRNS, verwendet.
Es ist per definitionem nach phänotypischen Kriterien genetisch nicht weiter unterteilbar. Das heißt: Bei der Kombination zweier Gene auf unterschiedlichen Chromosomen darf, wenn beide Gene mutiert sind, keine Komplementation stattfinden, damit sie als eigene Cistrons gelten.